# Live at Gotham Hall
Live At Gotham Hall es una presentación promocional en vivo, disponible en un conjunto de DVD, del concierto de Il Divo en el Gotham Hall de Nueva York, de diciembre de 2004.
Fue el primer concierto de Il Divo.

## Lista de canciones
Contiene un concierto con cinco canciones en directo;

| N.º | Título               | Escritor(es)                                       | Duración |  |
| 1.  | «Regresa a mí»       | Diane Warren                                       | 5:01     |  |
| 2.  | «Mamá»               | Savan Kotecha, Quiz & Larossi                      | 3:19     |  |
| 3.  | «Nella fantasia»     | Ennio Morricone , Chiara Ferrau                    | 4:27     |  |
| 4.  | «Passerà»            | Aleandro Baldi, Giancarlo Bigazzi, Marco Falagiani | 4:41     |  |
| 5.  | «A mi manera My Way» | Paul Anka, Jacques Revaux, Gilles Thibaut          | 4:29     |  |

## Personal

### Voz
- Urs Bühler
- Sébastien Izambard
- Carlos Marín
- David Miller